# Georgi Makhatadze
Bản mẫu:Eastern Slavic name
Georgi Aleksandrovich Makhatadze (tiếng Nga: Георгий Александрович Махатадзе; sinh ngày 26 tháng 3 năm 1998) là một cầu thủ bóng đá người Nga thi đấu ở vị trí tiền vệ phòng ngự cho F.K. Rubin Kazan.

## Sự nghiệp câu lạc bộ
Anh có màn ra mắt tại Giải bóng đá ngoại hạng Nga cho F.K. Lokomotiv Moskva vào ngày 21 tháng 5 năm 2016 trong trận đấu với F.K. Mordovia Saransk.

## Quốc tế
Anh đại diện Đội tuyển bóng đá U-17 quốc gia Nga tại Giải vô địch bóng đá U-17 châu Âu 2015, và anh được bầu chọn vào đội hình của giải đấu, và sau đó là Giải vô địch bóng đá U-17 thế giới 2015, anh ghi 2 bàn vào lưới Nam Phi.

## Thống kê sự nghiệp

### Câu lạc bộ
Tính đến 9 tháng 12 năm 2017
| Câu lạc bộ            | Mùa giải            | Giải vô địch                | Giải vô địch | Giải vô địch | Cúp     | Cúp       | Châu lục | Châu lục  | Tổng cộng | Tổng cộng |
| Câu lạc bộ            | Mùa giải            | Hạng đấu                    | Số trận      | Bàn thắng    | Số trận | Bàn thắng | Số trận  | Bàn thắng | Số trận   | Bàn thắng |
| --------------------- | ------------------- | --------------------------- | ------------ | ------------ | ------- | --------- | -------- | --------- | --------- | --------- |
| F.K. Lokomotiv Moskva | 2013–14             | Giải bóng đá ngoại hạng Nga | 0            | 0            | 0       | 0         | –        | –         | 0         | 0         |
| F.K. Lokomotiv Moskva | 2014–15             | Giải bóng đá ngoại hạng Nga | 0            | 0            | 0       | 0         | 0        | 0         | 0         | 0         |
| F.K. Lokomotiv Moskva | 2015–16             | Giải bóng đá ngoại hạng Nga | 1            | 0            | 0       | 0         | 0        | 0         | 1         | 0         |
| F.K. Lokomotiv Moskva | Tổng cộng           | Tổng cộng                   | 1            | 0            | 0       | 0         | 0        | 0         | 1         | 0         |
| F.K. Rubin Kazan      | 2016–17             | Giải bóng đá ngoại hạng Nga | 3            | 0            | 0       | 0         | –        | –         | 3         | 0         |
| F.K. Rubin Kazan      | 2017–18             | Giải bóng đá ngoại hạng Nga | 0            | 0            | 0       | 0         | –        | –         | 0         | 0         |
| F.K. Rubin Kazan      | Tổng cộng           | Tổng cộng                   | 3            | 0            | 0       | 0         | 0        | 0         | 3         | 0         |
| Tổng cộng sự nghiệp   | Tổng cộng sự nghiệp | Tổng cộng sự nghiệp         | 4            | 0            | 0       | 0         | 0        | 0         | 4         | 0         |